# Louise-Michel-Bataillon

Flagge der Interbrigaden

Das Louise-Michel-Bataillon, auch das 6.-Februar-Bataillon genannt, war ein Bataillon der Internationalen Brigaden im Spanischen Bürgerkrieg zwischen 1936 und 1937. Es wurde aus einer französischen und einer belgischen Einheit formiert. Es wurde nach Louise Michel benannt, einer Heldin der Pariser Kommune. Zudem wird in der Literatur das Bataillon auch als das Namenlose Bataillon bezeichnet. 

## Die ersten Milizionäre
Die erste Milizeinheit mit dem Namen Louise Michel wurde wahrscheinlich von einer kleinen Zahl von Freiwilligen in Barcelona im Herbst 1936 formiert, vermutlich in der Kaserne „Carlos Marx“ (Kloster von Pedralbes), der Ausbildungskaserne der katalanisch-kommunistischen Partei PSUC (Partit Socialista Unificat de Catalunya). Ab Herbst 1936 erfolgte die Eingruppierung der Milizeinheit in eine Centuria. Die Centurien wurden nach dem Beschluss vom 28. September 1936 zur Aufstellung der Brigada Mixta Teil der Republikanischen Volksarmee. Die Neugruppierung der PSUC-Centurien erfolgte wahrscheinlich am 1. November 1936 während der Schlacht von Madrid.

## Louise-Michel-Bataillon
Im November 1936 erfolgte die erstmalige Aufstellung des Louise-Michel-Bataillons in Albacete, dem zentralen Stützpunkt und Ausbildungslager der Internationalen Brigaden. Es wurde als No 7 bezeichnet. Die Angehörigen des Bataillons wurden aufgrund der Verluste der Internationalen Brigaden bei der Schlacht von Madrid der XI. Internationalen Brigade zugewiesen.

### XIII. Internationale Brigade
Die erneute Aufstellung des Louise-Michel-Bataillons mit der Nummer No 11 erfolgte im Dezember 1936 in Albacete. Das Bataillon wurde Teil der XIII. Internationalen Brigade. Bei der Formierung hatte die XIII. Internationale Brigade die folgende Gliederung:
1.º Louise-Michel-Bataillon (französisch) 

2.º Tschapajew-Bataillon (vornehmlich deutsch und polnisch) 

3.º Henri-Vuillemin-Bataillon (französisch) 

4.º Juan-Marco-Bataillon (spanisch) 

Die Befehlshaber der XIII. Internationalen Brigade waren Wilhelm Zaisser (Pseudonym Gomez) mit seinem deutschen Landsmann Albert Schindler als Chef des Stabes und dem Polen Suckanek als Politischer Kommissar. Direkt nach der Aufstellung wurde die XIII. Internationale Brigade mit dem Tschapajew-Bataillon, dem Henri-Vuillemin-Bataillon, dem spanischen Juan-Marco-Bataillon, einer internationalen Artilleriegruppe sowie einer Panzerkompanie zum Küstenschutz nach Valencia beordert. Die Stationierung erfolgte an der Bahnstrecke von Valencia nach Castellón de la Plana an einem Bahnhof in der Nähe von Valencia.

### Entlastungsoffensive von Teruel
Am 2. Dezember 1936 wurde die XIII. Internationale Brigade von Valencia an die Front bei Teruel beordert, einer Front die seit fünf Monaten erstarrt und zudem noch nicht militarisiert war. Durch die Offensive bei der Stadt Teruel und deren Einnahme sollte die Madrider-Front entlastet werden. Am Morgen des 27. Dezember 1936 rückte die XIII. Internationalen Brigade gemeinsam mit der anarchistischen Kolonne Ledesma, die von Pancho Villahermosa befehligt wurde und den rechten Flügel stärkte, auf Teruel (La Madrugada) vor. Am nächsten Tag gelang es der XIII. Internationalen Brigade, die ersten Häuser von Teruel einzunehmen – ein Angriff ohne sichtlichen Erfolg und wahrscheinlich mit hohen Verlusten. Hier brach die Offensive in sich zusammen. Die XIII. Internationale Brigade erlitt bei diesen Kämpfen Verluste von 50 %, so dass die Verluste mindestens 250 bis 300 Mann betrugen. Nach der Feuertaufe wurde die Brigade am 27. Januar 1937 zur Reorganisation von der Front nach Utiel-Requena abgezogen und reorganisiert. Aufgrund der starken Verluste wurden die beiden französischen Bataillone, das Louise-Michel-Bataillon und das Henri-Vuillemin-Bataillon zusammengelegt. Bei der Verlegung der XIII. Internationalen Brigade sollten die Stellungen der XIII. Internationalen Brigaden von der Kolonne Ledesma besetzt werden, die sich aber weigerte diese Stellungen zu übernehmen. Die Kolonne zog es vor Stellungen zu beziehen, die besser zu verteidigen waren. Somit wurde ein Geländegewinn von fünf Kilometern preisgegeben.

### Kämpfe in der Sierra Nevada

Blau: vorrückende Truppen der Nationalisten, grün: italienische Truppen, rot: republikanische Gegenangriffe

Um die Niederlage der Republikaner bei der Schlacht von Málaga abzuwenden, wurde die XIII. Internationale Brigade Anfang Februar von Teruel in die Sierra Nevada verlegt. Während des Abzuges erfolgte wahrscheinlich die Zusammenlegung des Louise-Michel-Bataillons mit dem Henri-Vuillemin-Bataillon in Requena. Des Weiteren erfolgte in Requena die Aufstockung der XIII. Internationalen Brigade. Hiernach bestand die Brigade zur Mehrheit aus Brigadisten ohne Kampferfahrung. Zudem erfolgte die Eingruppierung des spanischen Otumba-Bataillons in die XIII. Internationale Brigade. Nach der Neugruppierung hatte die XIII. Internationale Brigade die folgende Gliederung:
- Tschapajew-Bataillon (vornehmlich deutsch und polnisch)
- Henri-Vuillemin-Bataillon (französisch)
- Juan-Marco-Bataillon (spanisch)
- Otumba-Bataillons (spanisch)

Während der Kämpfe in der Sierra Nevada versuchte das französische Bataillon der XIII. Internationalen Brigaden unter anderem vergeblich den Ort Motril einzunehmen. Dem Bataillon gelang es aber in diesem Frontabschnitt die Front zu stabilisieren. Sie konnte hierdurch verhindern, dass die Corpo Truppe Volontarie weiter auf Almería vorrücken konnten. Nach der Stabilisierung der Front in der Sierra Nevada bezog das Bataillon Stellungen in der Nähe von Órgiva.

Gesamtansicht von Trevélez

 Im März 1937 beschloss die Brigadeleitung der XIII. Internationalen Brigade eine Entlastungsoffensive im Trevéleztal. Diese Entlastungsoffensive sollte einer versprengten Einheit von 800 Milizionären aus Málaga die Möglichkeit eröffnen, durch die feindlichen Linien zu gelangen. Die XIII. Internationale Brigade begann mit dem Lenin-Bataillon, nach der Ankunft des Tschapajew-Bataillons, mit der Entlastungsoffensive. Gegen Abend des ersten Tages der Offensive erhielt das französische Bataillon den Auftrag, mit dem Tschapajew-Bataillon, nach Capilerilla vorzurücken. Das französische Bataillon erreichte über Höhenpfade mit dem Tschapajew-Bataillon das Tal von Pórtugos Capilerilla und eroberte die Ortschaft. Im Rahmen der Entlastungsoffensive gelang es den spanischen und der XIII. Internationale Brigade an diesem Tag neben der Ortschaft Capilerilla auch die Ortschaften Pitres, Busquístar, Ferreirola und Mecina-Fondales einzunehmen. Nach der Stabilisierung des Frontverlaufes im Bereich von Pórtugos und der Befestigung von Höhenstellungen in der Sierra Nevada sowie im Trevéleztal gelang es den eingeschlossenen 800 Milizionären aus Málaga bei Nacht, während eines Schneesturms, im Bereich des Lenin-Bataillons der Einkesselung zu entgehen. Nach der geglückten Befreiung der Milizionäre aus Málaga erhielt die XIII. Internationale Brigade am 27. März 1937 den Ablösebefehl.

### Provinz Córdoba
Am 1. April 1937 erreichte die XIII. Internationale Brigade die Region Los Pedroches und startete am 4. April 1937 eine Offensive in der Sierra Noria. Während der Offensive eroberte die XIII. Internationalen Brigade mit der 86.ª Brigade sowie weiteren spanischen Einheiten die drei Ortschaften Valsequillo und La Granjuela und Los Blázquez in den ersten vierundzwanzig Stunden einzunehmen, nach weiteren drei Tagen die Ortschaften Esparragossa, Prados, Cuenca und Granja. Nach der Eroberung der Anhöhen der Sierra Noria bis zum 6. April 1937 versuchte die Brigade Cerro Mulva, eine Schlüsselposition der Nationalisten, einzunehmen, wo die Offensive scheiterte. Den republikanischen Truppen gelang es ein Gebiet von fast einhundert Quadratkilometern zu erobern, so dass die Frontlinie bis vor die Berge von Peñarroya und Fuente Ovejuna vorgeschoben werden konnte.

### Neuformierung des Louise-Michel-Bataillons
Nach einer weiteren Operation gegen die Corpo Truppe Volontarie in Campillo de Llerena kehrten Teile des französischen Bataillons der XIII. Internationalen Brigade zu seiner Basis nach Albacete zurück. Wahrscheinlich erfolgte in Albacete die erneute Formierung des Louise-Michel-Bataillon.

### Schlacht von Brunete

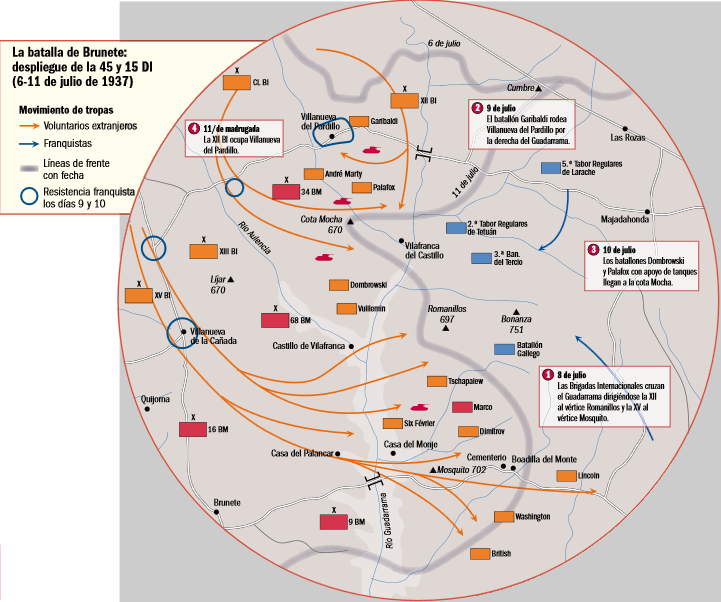
Verlauf der Schlacht von Brunete

Das Bataillon kämpfte bei der Schlacht von Brunete als Teil der 15. Republikanischen Division auf der linken Flanke der Schlacht. Am Morgen des 5. Juli 1937 konnte die XIII. Brigade den Friedhof von Villanueva de la Cañada einnehmen. Im Laufe des Tages konnten die Internationale Brigaden Villanueva de la Cañada einnehmen. In den folgenden Tagen musste die Internationalen Brigaden starken Gegenangriffen widerstehen. Vor allem aber war die Verteidigung der Position Romanillos eine enorme Belastung für die Internationale Brigade. Diese führte zu einer Meuterei, die in eine offene Rebellion überging.

### Auflösung des Louise-Michel-Bataillons
Die politischen Kommissare konnten die meuternden Brigadisten mit Unterstützung einer gepanzerten Einheit entwaffnen. Die Kommandeure wurden verurteilt und das Louise-Michel-Bataillon am 27. Januar 1937 aufgelöst, wobei die Brigadisten des Louise-Michel-Bataillons vornehmlich in das Henri-Vuillemin-Bataillon integriert wurden.

## Nachtrag
Der Autor Hanns Maaßen erwähnt in seinem Buch Die Söhne des Tschapajew aus dem Jahre 1960 nicht ein einziges Mal das Louise-Michel-Bataillon. Entweder erwähnt er nur das Henri-Vuillemin-Bataillon, den Brigadestab oder die XIII. Internationale Brigade. Die Gründe hierfür liegen wahrscheinlich in der Befehlsverweigerung des Louise-Michel-Bataillons während der Schlacht von Brunete. In seinem Buch Brigada Internacional ist unser Ehrenname ... von 1974 erwähnt er das Bataillon gleichfalls nicht mit seinen Namen. Er erwähnt nur, dass die XIII. Internationale Brigade aus dem Tschapajew-Bataillon, dem spanischen Juan-Marco-Bataillon sowie zwei französischen Bataillonen bestand, dem Henri-Vuillemin-Bataillon und einem Namenlosen. In seinem Buch Die Söhne des Tschapajew erwähnt der Autor nur einmal General Gomez als Befehlshaber der XIII. Internationalen Brigade. Ursache hiervon wird sein, dass im Januar 1954 Wilhelm Zaisser (Pseudonym Gomez) aus der SED ausgeschlossen wurde und seinen Sitz in der Volkskammer, den er seit 1949 innegehabt hatte, verlor.